# Fortimesus formosus
Fortimesus formosus är en kräftdjursart som först beskrevs av Boris Vladimirovich Mezhov 1981.  Fortimesus formosus ingår i släktet Fortimesus och familjen Ischnomesidae. Inga underarter finns listade i Catalogue of Life.